# Clitocybe paxillus
Clitocybe paxillus är en svampart som tillhör divisionen basidiesvampar, och som beskrevs av Gro Sissel Gulden. Clitocybe paxillus ingår i släktet Clitocybe, och familjen Tricholomataceae. Arten har ej påträffats i Sverige.